# チェルメナーテ
チェルメナーテ（伊: Cermenate）は、イタリア共和国ロンバルディア州コモ県にある、人口約9,200人の基礎自治体（コムーネ）。

## 地理

### 位置・広がり
コモ県南部のコムーネ。県都コモから南へ12km、モンツァから北西へ20km、州都ミラノから北北西へ28kmの距離にある。

#### 隣接コムーネ
隣接するコムーネは以下の通り。MBはモンツァ・エ・ブリアンツァ県所属。
- ヴェルテマーテ・コン・ミノプリオ - 北
- カントゥ - 北東
- カリマーテ - 東
- レンターテ・スル・セーヴェゾ (MB) - 南東
- ラッツァーテ (MB) - 南
- ブレニャーノ - 西
- カドラーゴ - 北西

### 地形・地勢
- 河川：セーヴェゾ川 (it:Seveso (fiume))

### 地震分類
イタリアの地震リスク階級 (it) では、4 に分類される
。

## 行政

### 分離集落
チェルメナーテには、以下の分離集落（フラツィオーネ）がある。
- Asnago, Cascina Lavezzari, Freghera, Parmunt, Montesordo

## 交通

### 道路
- A36 (it:Autostrada A36 (Italia))
- SS35 (it:Strada statale 35 dei Giovi)